# Sericomyrmex burchelli
Sericomyrmex burchelli är en myrart som beskrevs av Auguste-Henri Forel 1905. Sericomyrmex burchelli ingår i släktet Sericomyrmex och familjen myror. Inga underarter finns listade i Catalogue of Life.